# روجر سميث (تنس)
روجر سميث (بالإنجليزية: Roger Smith)‏ مواليد 20 يناير 1964 في فريبورت، هو لاعب كرة مضرب بهامي سابق بدأ مسيرته كمحترف سنة 1987 وكان يلعب باليد اليمنى. أعلى تصنيف له في الفردي كان المركز الـ 96 في سنة 1991. سبق أن شارك في دورة الألعاب الأولمبية الصيفية.

## روابط خارجية
- روجر سميث على موقع رابطة محترفي التنس (الإنجليزية)
- روجر سميث على موقع الاتحاد الدولي لكرة المضرب (الإنجليزية)
- روجر سميث على موقع كأس ديفيز (الإنجليزية)
- روجر سميث على موقع خلاصة التنس.كوم (الإنجليزية)
- روجر سميث على موقع أوليمبيديا (الإنجليزية)